# Kalalahti
Kalalahti (waarschijnlijk: koude baai) is een baai binnen de Zweedse gemeente Haparanda. De baai ligt in het noorden van de Botnische Golf en wordt omsloten door het Zweedse vasteland en het eiland Revässaari. In de baai ligt een aantal eilanden waaronder Vasikkasaari.